# 립반윙클의 신부
《립반윙클의 신부》(일본어: リップヴァンウィンクルの花嫁)는 이와이 슌지의 일본 소설이다. 분게이슌주에서 출판되었다. 이야기는, 영화에서 주연을 맡은 쿠로키 하루와 2012년에 CM 오디션에서 만난 것이 계기로, 그녀를 이미지해 집필되었다.
또, 마찬가지로 이와이 슌지가 각본·감독을 맡은 동명의 영화가 2016년에 개봉하였다.

## 영화
2016년 3월 26일에 일본에서 개봉하였다. 이와이 슌지가 감독과 각본을 맡았다. 주연인 쿠로키 하루는 이 작품이 첫 단독 주연작이다. 대한민국에서는 2016년 9월 26일에 2시간 버전으로 개봉하였다.

### 캐스트
- 미나가와 나나미 - 쿠로키 하루
- 아무로 유키마스 - 아야노 고
- 사토나카 마시로 - Cocco
- 츠루오카 카야코 - 하라 히데코
- 츠루오카 테츠야 - 지비키 고
- 타카시마 유토 - 와다 소코
- 나메리 - 사소 유고
- 미나가와 히로노리 - 카네다 아키오
- 미나가와 하루미 - 마리야 토모코
- 츠네요시 사에코 - 나츠메 나나
- 사토나카 타마요 - 릴리

### 스태프
- 원작·감독·각본·편집 - 이와이 슌지
- 이그제큐티브 프로듀서 - 스기타 시게미치
- 제작 - 록웰 아이즈
- 촬영 - 칸베 치기
- 미술 - 헤야 쿄코
- 음악 - 쿠와바라 마코
- 배급 - 토에이
- 제작 - RVW 필름 파트너즈 (록웰 아이즈, 일본 영화 전문 채널, 토에이, 포니캐년, 히카리 TV, 키노시타 그룹, BS후지, 파파두 음악 출판)